# Карп (священномученик)
Карп — священномученик, святой Православной, Католической, Армянской и Евангельской церквей.
Точные даты и даже годы рождения и смерти неизвестны и в разных источниках различаются, равно как и такие детали его биографии, как служба епископом в тех или иных городах. Родился, как предполагается, в городе Пергаме в Малой Азии (ныне Бергама в Турции).
Согласно латинским источникам, он был епископом города Гордос в Лидии (ныне Гордес в Турции), принял мученическую смерть около 165 года во время правления Марка Аврелия (161—180) и его соправителя Луция Вер (161—169). Дни памяти этого святого у католиков — 2 января и 4 апреля.
Согласно греческим источникам, он был епископом города Фиатир, а мученическую смерть принял около 251 года в период правления Деция (249—251), устроившего в конце жизни гонение на христиан, и якобы умер в Пергаме. День памяти у православных — 13 апреля.
В Армянской церкви днями памяти святого являются 13 октября по юлианскому календарю и 26 октября по григорианскому календарю. У евангелистов день его памяти — 10 января.
Смерть Карпа как в латинских, так и в греческих источниках описывается примерно одинаково. Якобы за отказ от поклонения императору и языческим богам и защиту христианской веры Карпа и дьякона Папилия за ноги привязали к лошадям и таскали по улицам города (в некоторых источниках, дабы объединить имеющиеся данные, указано, что сначала их пытали в Лидии, а затем, когда их не удалось склонить к идолопоклонству там, в Пергаме). Когда и после этого они отказались отречься от христианства, их отправили на костёр, на который с ними якобы добровольно взошла Агатоника, сестра Папилия, также желая умереть за Христа. Однако в этот момент якобы чудесным образом пошёл сильный дождь и потушил пламя, после чего судьи приняли решение казнить христиан отрубанием голов, что и было сделано. До смерти Карпа у него на глазах был забит хлыстом его слуга Агатодор, который тоже добровольно решил умереть за веру.
На иконах Карп обычно изображается в окружении Папилия, Агатоники и Агатодора, одетым в красные одежды и держащим перед собой Евангелие.